# 小德米特羅維奇
50°12′25″N 30°31′18″E / 50.20694°N 30.52167°E
小德米特羅維奇（烏克蘭語：Малі Дмитровичі）是位於烏克蘭北部的村莊，由基辅州奧布希夫區的科津市鎮負責管轄。該村始建於1240年，面積1平方公里，海拔高度142米，2001年人口164，人口密度每平方公里164人。